# Surveyor 3

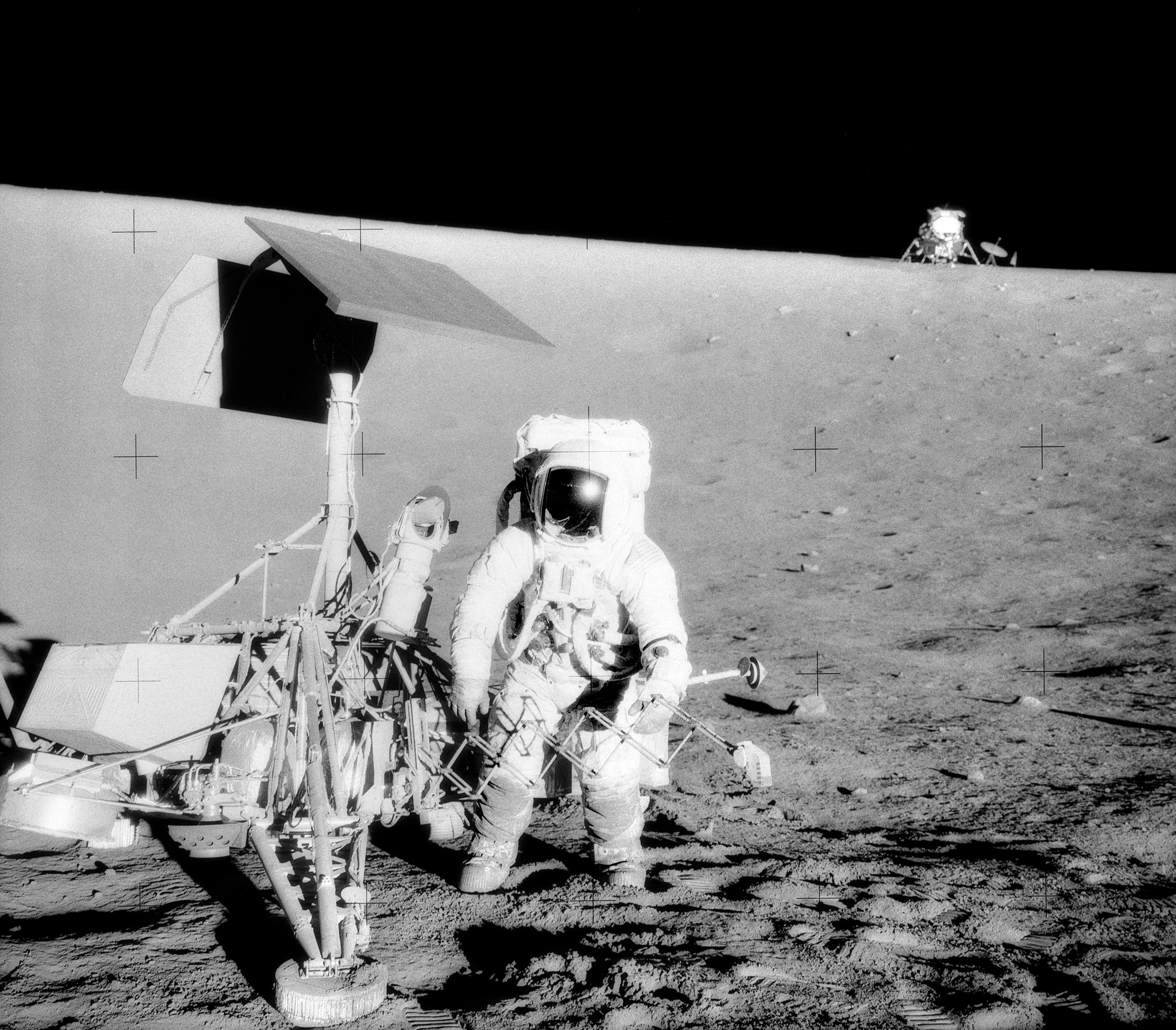
El astronauta Charles Conrad posando junto a la Surveyor 3. Al fondo el módulo lunar (LEM) del Apolo 12.

La Surveyor 3 fue la tercera sonda del Programa Surveyor en posarse sobre la Luna. Lanzada el 17 de abril de 1967, alunizó tres días más tarde en el Océano de las Tormentas. Se convirtió en la primera sonda en cavar un agujero en la superficie lunar con un pequeño taladro. Con esto se intentaba averiguar la composición del suelo lunar de cara a los viajes tripulados que se harían tres años más tarde. Tras alunizar, la Surveyor 3 tomó 6326 fotografías de la superficie.
En 1969 la nave Apolo 12 alunizó muy cerca de la Surveyor 3. Los astronautas pudieron examinar personalmente su estado, y pudieron traer algunos de sus componentes de vuelta a la Tierra, entre ellos la cámara fotográfica. Esta fue traída en condiciones de esterilidad, y tras ser analizada se descubrieron en ella bacterias vivas del género Streptococcus mitis, un tipo muy común. Creen que las bacterias resistieron las condiciones de presión, frío extremo y de falta de nutrientes del espacio interestelar hasta su retorno a la Tierra. Aunque los científicos especulan que se contaminó accidentalmente durante su retorno a la Tierra.